# اچ‌ام‌اس ریسهورس (اچ۱۱)
اچ‌ام‌اس ریسهورس (اچ۱۱) (به انگلیسی: HMS Racehorse (H11)) یک کشتی بود. این کشتی در سال ۱۹۴۲ ساخته شد.